# Flupentixol
A flupentixol a tioxantének csoportjába tartozó erős hatású, nem szedáló neuroleptikum, melynek hatása a dopamin receptorok gátlásán és a transzmitter rendszerek befolyásolásán alapszik. Antipszichotikus, élénkítő és szorongásoldó hatása gyorsan kialakul. Élénkítő hatása előnyös visszahúzódó, apátiás, erőtlen vagy deprimált pszichotikus betegek kezelésében, akiket a szedáló neuroleptikumok fáradttá vagy álmossá tesznek

## Hatása
A neuroleptikumok antipszichotikus hatása dopaminreceptor-blokkoló hatásukkal áll kapcsolatban, de lehetséges, hogy az 5 HT- (5-hidroxitriptamin-, szerotonin-) receptor-blokkoló tulajdonságok is szerepet játszanak a mechanizmusban. In vitro és in vivo a cisz-flupentixol magas affinitással rendelkezik a dopamin D1 és a D2 receptorokhoz egyaránt, míg a flufenazin majdnem D2-szelektív in vivo. Az atípusos antipszichotikum, a klozapin – akárcsak a cisz-flupentixol – azonos affinitással rendelkezik a D1 és D2 receptorokhoz in vitro és in vivo egyaránt.
A cisz-flupentixol magas affinitással rendelkezik az alfa1-adrenoceptorokhoz és az 5-HT2 receptorokhoz, habár gyengébbel, mint a klorprotixen, nagy dózisú fenotiazinok és a klozapin, de nincs affinitása a kolinerg muszkarin típusú receptorokhoz. Csak gyenge hisztamin (H1) receptor affinitással rendelkezik és nincs béta2-adrenoceptor-blokkoló aktivitása.
A cisz-flupentixol hatékony neuroleptikumnak bizonyult az összes magatartásvizsgálatban, neuroleptikus (dopaminreceptor-blokkoló) hatást tekintve. Korrelációt találtak az in vivo teszt-modellekben, az in vitro dopamin D2-kötőhelyekhez való affinitás és az átlagos, napi per os antipszichotikus dózisok között. 
A többi neuroleptikumhoz hasonlóan, a flupentixol dózisfüggően emeli a szérum prolaktin szintet.
A flupentixol-dekanoát különösen alkalmas apátiás, visszahúzódó, depressziós és alulmotivált betegek kezelésére.

## Fordítás
- Ez a szócikk részben vagy egészben  a   Flupentixol című angol Wikipédia-szócikk fordításán alapul.  Az eredeti cikk szerkesztőit annak laptörténete sorolja fel. Ez a jelzés csupán a megfogalmazás eredetét és a szerzői jogokat jelzi, nem szolgál a cikkben szereplő információk forrásmegjelöléseként.